# Salāmgāh
Salāmgāh (persiska: سلامگاه) är en ort i Iran.   Den ligger i provinsen Khuzestan, i den centrala delen av landet, 400 km sydväst om huvudstaden Teheran. Salāmgāh ligger 330 meter över havet och antalet invånare är 557.
Terrängen runt Salāmgāh är huvudsakligen kuperad, men den allra närmaste omgivningen är platt. Salāmgāh ligger nere i en dal. Runt Salāmgāh är det ganska tätbefolkat, med 58 invånare per kvadratkilometer. Närmaste större samhälle är Gotvand, 16,4 km sydväst om Salāmgāh. Omgivningarna runt Salāmgāh är i huvudsak ett öppet busklandskap.